# Hans Larsson (konstnär)
Hans Sture Larsson, född den 25 maj 1910 i Malmö, död 1973 i Malmö, var en svensk konstnär.

## Biografi
Larsson var son till skomakaren August Larsson och hans maka Elisabeth och från 1940 gift med Britta Erika Maria Perlman. Han studerade konst för Märta af Ekenstam vid Skånska målarskolan 1923–1924 och Tekniska yrkesskolan i Malmö 1927–1930 samt ytterligare en period vid Skånska målarskolan 1931 och kompletterat med självstudier  under studieresor till Berlin, Dresden och München. Han var bosatt och verksam i Köpenhamn 1928–1937. Separat ställde han bland annat ut på Galerie Moderne i Stockholm, Malmö museum och konstsalongen Stenmans dotter i Stockholm. Tillsammans med Bertil Landelius ställde han ut på Göteborgs konsthall. Han medverkade i ett stort antal grupp- och samlingsutställningar bland annat på Liljevalchs konsthall, Charlottenborg, Färg och Form i Stockholm, Svartbrödraklostret i Lund och med Skånes konstförening sedan 1933. Han räknades som en av de främsta Skånekoloristerna och målade bibliskt inspirerad konst som visades i landsföreningen Kristen konsts vandringsutställningar. I hans färgglödande bibliska motiv spåras influenser från tysk expressionism, Georges Rouault och bysantinsk konst. Han var medlem i den danska konstnärsgruppen Kulingen. Hans konst består av stilleben, porträtt, figurkompositioner ofta med bibliska motiv och landskap. Larsson är representerad vid Nationalmuseum i Stockholm, Moderna museet, Naturhistoriska riksmuseet, Malmö museum, Statens Museum for Kunst i Köpenhamn, Lunds universitets konstmuseum, Helsingborgs museum, Ystads konstmuseum, Landskrona konstmuseum, The Cincinnati Art Museum och Tel-Aviv konstmuseum.
Makarna Larsson är begravda på Sankt Pauli mellersta kyrkogård i Malmö.